# Flaga Niecieszyna
Flaga Niecieszyna – to jeden z symboli miejskich Niecieszyna.

## Symbolika
Jako barwy herbowe Niecieszyn funkcjonują kolory zielony, niebieski i żółty. Zielony kolor symbolizuje Podole, gałęzie sosny – bogactwo tutejszej przyrody, kolor niebieski – czystość, złoty – gleby piaszczyste.